# Хелминская земля
Хе́лминская земля́ (пол. Ziemia chełmińska), Ку́льмская земля, Ку́льмерланд (нем. Kulmerland, лат. terra Colmensis) — историческая область в Польше, изначально определявшаяся как область, лежащая в излучине реки Вислы между её правым (восточным) берегом и рекой Дрвенцой на юге и вплоть до устья Оссы на севере. Два главных города земли — Хелмно, от которого и произошло название, и Торунь.

## География
В 1222 году было учреждено Хелминское епископство, из документов об его учреждении, а также из жалованной грамоты Конрада Мазовецкого известно, что Хелминская земля располагалась между рекой Вислой и долинами рек Древенц, Мотрина и Осса. Издревле эти земли были плотно заселены по причине их высокой плодородности.
Со второй половины XIII века к Хелминской земле также стали относить территорию Любавской земли — поветы Новомейский, Илавский в районе Любавы и Дзялдовский в районе Лидзбарка, а также Михаловскую землю (часть Добжиньской земли, в первую очередь Бродницы).
Важнейшие города Хелминской земли:
- Торунь
- Грудзёндз
- Бродница
- Хелмно
- Голюб-Добжинь
- Хелмжа
- Вомбжезьно
- Нове-Място-Любавске
- Любава
- Лидзбарк

## История
В историографии вопрос о коренном населении Хелминской земли (земли Кулма) является дискуссионным, преимущественно сводясь к спору, кто жил здесь издревле — польские племена, или же балтоязычные пруссы. Широкое распространение древнебалтских гидронимов свидетельствует скорее в пользу последних. Возможно также, в начале нашей эры здесь появлялись кимвры.
Известно, что к XIII веку Хелминская земля была непосредственно связана с Куявией, принадлежа князьям мазовецким, и была разорена из-за постоянных польско-прусских войн. Пришедший по приглашению Конрада I Мазовецкого на эти земли в 1230 году Тевтонский орден завоевал их, на некоторое время обеспечив здесь мир. Орден превратил Кульмерланд в свою опорную базу, благодаря которой он мог контролировать всю торговлю по Висле.
В 1231 году крестоносцами был построен первый замок в Кульмерланде — Торн (с пол. — «Торунь»), ставший наряду с Кульмом (с пол. — «Хелмно») одним из столпов могущества молодого тевтонского государства. Одно время крестоносцы даже планировали сделать Кульм своей столицей.
В 1466 году в Торне был заключён мирный договор между Тевтонским орденом и Королевством Польским, по которому Кульмерланд возвращался Польше как часть Королевской Пруссии.
В результате первого раздела Речи Посполитой (1772) Хелминская земля, за исключением Торуня, была присоединена к Королевству Пруссия. Торунь разделил судьбу остальных земель в 1793 году, во время второго раздела. В 1807—1815 годах территория входила в состав подконтрольного Наполеону Герцогства Варшавского. В 1815 году решением Венского конгресса из земель Варшавского герцогства было создано Великое герцогство Познанское, однако уже в 1817 году Хелминская земля была возвращена в состав Пруссии.
В результате Первой мирой войны и непосредственно Версальского договора в январе 1920 года Хельминская земля была присоединена к возрождённой Польше.
Во время Второй мировой войны была оккупирована Германией, а в январе 1945 года освобождена Красной армией.